# Nuoto ai XIX Giochi del Mediterraneo - 200 metri misti maschili
La gara dei 200 metri misti maschili ai XIX Giochi del Mediterraneo si è svolta il 3 luglio 2022. Al mattino si sono svolte le batterie, mentre la finale si è disputata nel pomeriggio.

## Podio
| Pos. | Atleta                | Nazione |
| ---- | --------------------- | ------- |
|      | Jaouad Syoud          | Algeria |
|      | Andreas Vazaios       | Grecia  |
|      | Pier Andrea Matteazzi | Italia  |

## Record
Prima della manifestazione il record del mondo (RM) e il record dei Giochi del Mediterraneo (RG) erano i seguenti.
|  | 1'54"00 | Ryan Lochte      | 28 luglio 2011 Shanghai |
|  | 1'58"38 | Oussama Mellouli | 27 giugno 2009 Pescara  |

Durante la competizione non sono stati migliorati record.

## Risultati

### Batterie
| Pos. | Batteria | Corsia | Atleta                | Nazionalità | Tempo       | Note |
| ---- | -------- | ------ | --------------------- | ----------- | ----------- | ---- |
| 1    | 2        | 4      | Jaouad Syoud          | Algeria     | 2'00"41     | Q    |
| 2    | 2        | 5      | Gabriel Lopes         | Portogallo  | 2'00"86     | Q    |
| 3    | 1        | 4      | Andreas Vazaios       | Grecia      | 2'01"97     | Q    |
| 4    | 2        | 6      | Clément Bidard        | Francia     | 2'02"56     | Q    |
| 5    | 2        | 3      | Berke Saka            | Turchia     | 2'02"77     | Q    |
| 6    | 1        | 3      | Pier Andrea Matteazzi | Italia      | 2'02"80     | Q    |
| 7    | 2        | 7      | Giovanni Sorriso      | Italia      | 2'03"46     | Q    |
| 8    | 1        | 6      | Mario Šurković        | Croazia     | 2'04"38     | Q    |
| 9    | 2        | 2      | Anže Ferš Eržen       | Slovenia    | 2'04"54     |      |
| 10   | 1        | 7      | Alex Castejón Ramirez | Spagna      | 2'04"71     |      |
| 11   | 2        | 8      | Daniil Giourtzidis    | Grecia      | 2'05"33     |      |
| 12   | 1        | 2      | Tom Rémy              | Francia     | 2'05"88     |      |
| 13   | 1        | 1      | Ramzi Chouchar        | Algeria     | 2'07"10     |      |
| 14   | 2        | 1      | Kaan Korkmaz          | Turchia     | 2'08"56     |      |
| DNS  | 1        | 5      | Alexis Santos         | Portogallo  | Non partito |      |

### Finale
| Pos. | Corsia | Atleta                | Nazionalità | Tempo   | Note |
| ---- | ------ | --------------------- | ----------- | ------- | ---- |
|      | 4      | Jaouad Syoud          | Algeria     | 1'58"83 |      |
|      | 3      | Andreas Vazaios       | Grecia      | 1'58"83 |      |
|      | 7      | Pier Andrea Matteazzi | Italia      | 2'00"24 |      |
| 4    | 5      | Gabriel Lopes         | Portogallo  | 2'00"28 |      |
| 5    | 6      | Clément Bidard        | Francia     | 2'01"78 |      |
| 6    | 2      | Berke Saka            | Turchia     | 2'02"12 |      |
| 7    | 1      | Giovanni Sorriso      | Italia      | 2'03"33 |      |
| 8    | 8      | Mario Šurković        | Croazia     | 2'04"10 |      |